# 山根真
山根 真（やまね まこと、1990年 - ）は、日本の編集者、文筆家。

## 来歴
1990年、鳥取県生まれ。愛光高等学校、慶應義塾大学を卒業後、ロンドン・スクール・オブ・エコノミクス大学院修士課程修了。銀行勤務などを経て、月刊『WiLL』編集部および『デイリーWiLL』編集長を務める。2019年1月よりインターネットテレビ版『WiLL増刊号』(後にデイリーWiLLに改称)において、トーク番組の進行役を務めている。

## 著作
- 「菅官房長官を悩ませる東京新聞望月記者に石平氏が“鉄ツイ"」

『WiLL : マンスリーウイル』 (155) 84-87, 2017-11
- 「親中・二階幹事長の評価で 橋下徹VS.百田尚樹ツイッター大バトル」

『WiLL : マンスリーウイル』 (190) 290-293, 2020-10